# بيسفوسفونات

بايوفسفونيت (بالإنجليزية Biophosphonat) ويسمى أيضا فوسفونتس أو فوسفونيت أو ديفوسفونتس(diphosphonates) هي فئة من الأدوية التي تمنع تأكل العظم وتقويه، وتستخدم لعلاج هشاشة العظام وأمراض مماثلة. وتبين الأدلة أن أنها تقلل من خطر الإصابة بكسور هشاشة العظام في أولئك الذين لديهم كسور سابقة.
. البايفوسفونيت تمنع هضم العظام من خلال تشجيع الخلايا الآكلة للخضوع ل موت الخلايا المبرمج، أو موت الخلية، وبالتالي تباطؤ فقدان العظام.
>

## الاستخدامات الدوائية
يستخدم البايفوسفونيت لعلاج هشاشة العظام، التهاب العظم المشوه (مرض باجيت)، العظام المنبعثة (فرط كالسيوم الدم)، المايلوما المتعددة، وغيرها من الشروط التي تنطوي على هشاشة العظام، أعلن علماء أميركيون أنهم اكتشفوا أن مادة البايفوسفونيت الفعالة التي تدخل في صناعة العقاقير المستخدمة بشكل واسع في علاج مرض هشاشة العظام تقي أيضا من الإصابة بسرطان الثدي. فان العلماء أكدوا خلال ملتقى طبي في تكساس أنهم وجدوا أن النساء المسنات اللاتي استخدمن هذه العقاقير للحماية من الكسور كن أقل إصابة بسرطان الثدي من أقرانهن.
وتباع مادة بيسفوسفونيت في أميركا تحت المسمى التجاري أليندرونيت الصوديوم.وقد ثبت فعالية عالية البايفوسفونيت الوريد لتعديل تطور ورم الهيكل العظمي في عدة أشكال من مرض السرطان. النساء المصابات بسرطان الثدي اللواتي تلقين حمض زوليدرونيك قد خفض 36% من خطر تكرار الإصابة بسرطان الثدي في نفس الثدي، وسرطان جديدة في الثدي الآخر، أو ورم خبيث في العظام مقارنة مع النساء اللواتي لم تلقِ حمض زوليدرونيك.

## الآثار السلبية
لبايفوسفونيت عن طريق الفم يمكن أن يسبب اضطراب في المعدة والتهاب وتقرحات في المريء، والذي هو المشكلة الرئيسية عن طريق الفم من المستحضرات التي تحتوي على N-. يمكن الوقاية من ذلك من خلال ما تبقى جالسا في وضع مستقيم لمدة 30 إلى 60 دقيقة بعد تناول الدواء. يمكن البايفوسفونيت الوريد يعطي الحمى وأعراض تشبه الأنفلونزا بعد التسريب الأول، والتي يعتقد أن تحدث بسبب قدرتها على تنشيط الإنسان خلايا T γδ. هذه الأعراض لا تتكرر مع دفعات لاحقة.
أظهرت الدراسات أن الأشخاص المصابين بمرض نخر عظة الفك قد خضعوا للعلاج بالفايوفسفونيت إما عن طريق الفم أو الوريد لأسباب أخرى غير تكون العظم الناقص. حث أن المصابين بنخر عظمة الفك قد تعرضوا لعمليه خلع الأسنان، 40% من الحالات قد تعرضت لعمله تنظيف الأسنان. حيث أن المنطقة المصابة تكون مؤلمة وتحتاج إلى مده أطول لشفاء
في نفس الوقت أظهرت الدراسات أن مليون شخص والمصابين بهشاشة العظام والذين يخضعون لعلاج البايوفسفونيت نسبه ضئيلة جدا منهم أصيبوا بنخر عظمة الفك. واغلب المصابين قد تم إعطائهم جرعات بشكل متكرر من pamidronate, zoledronic acid عن طريق الوريد بسبب سرطان العظام. إما بقيه الحالات فكانت بسبب إعطاء الجرعات عن طريق الفم لعلاج هشاشة العظام.
لم يتم تسجيل أي حاله إصابة بنخر عظمه الفك لأشخاص المصابين ب-تكون العظم الناقص والذين يخضعون للعلاج بالبايوفسفونيت. وبعد مراجعه 41 حاله تبين أنهم خضعوا لتنظيف الأسنان ولكن جميعهم تم إعطائهم مضادات حيوية قبل إجراء عمليه تنظيف الأسنان، وأفادت الدراسات التي أجريت مؤخرا استخدام فوسفونتس (على وجه التحديد zoledronate وأليندرونات) كعامل خطر ل الرجفان الأذيني في النساء. One study estimated that 3% of atrial fibrillation cases might have been due to alendronate use. الاستجابة الالتهابية لالبايفوسفونيت أو تقلبات في الكالسيوم وقد اقترحت مستويات الدم والآليات الممكنة. [12] قدرت إحدى الدراسات أن 3% من حالات الرجفان الأذيني قد يكون بسبب استخدام أليندرونات.
كما اعتبرت منظمة أوكسفام أن البايفوسفونيت يعتبر أقل فعالية عند البالغين.
. وفي محاكمة الأطفال مع OI معتدل، ref>Risedronate in children with osteogenesis imperfecta: a randomised, double-blind, placebo-controlled trial, Lancet, 6 August 2013</ref>

## التوصيات في تعاطي العقار
• استخدام اصغر جرعة ممكنه التأثير
• تكون الجرعة اقل من تلك التي تعطى في حالات سرطان العظم
• توقف إعطاء العلاج بعد 5 أيام من استخدامه
• إخبار طبيب الأسنان إذا كنت ممن يتعاطى أو سوف يبدءا بتعاطي البايوفسفونيت
• الاعتناء بصحة الفم ومراجعه طبيب الأسنان بانتظام لتجنب أي مشاكل من التهابات اللثة
• إذا كان هناك حاجه ملحه لأي تدخل جراحي في الفم يجب أن يكون قبل البدء بوصف البايوفسفونيت أما إذا كان الشخص يتناول هذا الدواء فيجب إيقافه لعده شهور قبل التدخل الجراحي. وعدم تناوله إلا بعد التأم الجرح وشفاءه تماما
• البدء بوصف المضادات الحيوية في حالة خضوع المريض لأي تدخل جراحي في الفم
• أي عمليه اختياريه لفك يجب تجنبها خلال فترة العلاج بالبايوفسفونيت عن طريق الوريد

## وصلات خارجية
http://www.arabnet5.com/news.asp?c=2&id=43096
http://www.bloggati.com/%D9%85%D8%AF%D8%A9-%D8%AA%D8%B9%D8%A7%D8%B7%D9%8A-%D8%A3%D8%AF%D9%88%D9%8A%D8%A9-%D8%A7%D9%84%D8%A8%D8%A7%D9%8A%D9%81%D9%88%D8%B3%D9%81%D9%88%D9%86%D9%8A%D8%AA-%D9%84%D9%87%D8%B4%D8%A7%D8%B4%D8%A9
http://www.epistemonikos.org/ar/documents/153135a1bcaa3b9e936e557f12992a0ec827cc88
مقالة في جريدة الدستور http://www.addustour.com/15602/%D9%85%D8%A7%D8%AF%D8%A9+%D8%A7%D9%84%D8%A8%D8%A7%D9%8A%D9%81%D9%88%D8%B3%D9%81%D9%88%D9%86%D9%8A%D8%AA+%D9%84%D9%84%D9%88%D9%82%D8%A7%D9%8A%D8%A9+%D9%85%D9%86+%D8%B3%D8%B1%D8%B7%D8%A7%D9%86+%D8%A7%D9%84%D8%AB%D8%AF%D9%8A.html